# سكوت تومسن
سكوت تومسن (بالإنجليزية: Scott Thomsen)‏ (31 ديسمبر 1993 في الولايات المتحدة - ) هو لاعب كرة قدم أمريكي في مركز الدفاع. لعب مع خيالة فرجينيا ‏.

## روابط خارجية
- سكوت تومسن على موقع الدوري الأمريكي (الإنجليزية)
- سكوت تومسن على موقع قاعدة بيانات كرة القدم.إي يو (الإنجليزية)
- سكوت تومسن على موقع Soccerway.com (الإنجليزية)